# Conceição do Tocantins
Conceição do Tocantins är en kommun i Brasilien.   Den ligger i delstaten Tocantins, i den centrala delen av landet, 400 km norr om huvudstaden Brasília. Antalet invånare är 4 182.
Omgivningarna runt Conceição do Tocantins är huvudsakligen savann. Trakten runt Conceição do Tocantins är nära nog obefolkad, med mindre än två invånare per kvadratkilometer.